# Scathophaga apicalis
Scathophaga apicalis är en tvåvingeart som först beskrevs av Curtis 1835.  Scathophaga apicalis ingår i släktet Scathophaga och familjen kolvflugor. Arten är reproducerande i Sverige. Inga underarter finns listade i Catalogue of Life.